# Глубоковски район
Глубоковски район (на казахски: Глубокое ауданы) е съставна част на Източноказахстанска област, Казахстан, с обща площ 7323 км2 и население 61 002 души (по приблизителна оценка към 1 януари 2020 г.).
Административен център е Глубокое.